# MG 18/80

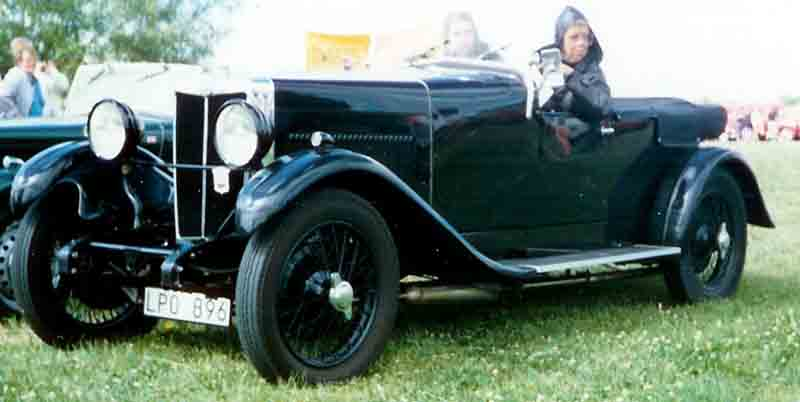
MG 18 80 Mk 1 carrossée en Tourer

La MG 18/80  est une voiture de sport produite par le constructeur anglais MG entre 1928 et 1931. Elle succède aux types 14/28 et 14/40.

## Description
La MG 18/80 est la première voiture de la marque a posséder son propre châssis et une nouvelle calandre droite avec grille qui deviendra l'emblème de MG.
La MG 18/80 dérive de la Morris light Six et Morris Six, deux voitures, dont Cecil Kimber a conçu le châssis.
Les Mark 1 et Mark 2 sont disponibles en divers types de carrosseries: Coupé, berline, cabriolet et roadster. 
Il a été produit 501 exemplaires de Mark 1 entre 1928 et 1931 et 236 exemplaires de Mark 2 entre 1929 et 1931.
La voiture est équipée d'un moteur 6 cylindre en ligne d'une cylindrée de 2468 cm3 (18CV fiscaux), développant 60 chevaux et emmenant la voiture à une vitesse de  80 miles par heure, d'où le nom 18/80. Une version sportive plus puissante sera construite sous le nom de MG 18/100 Tigress.